# Abd al-Hamid al-Bakkusz
Abd al-Hamid al-Bakkusz, arab. ‏عبد الحميد البكوش‎ (ur. 1933, zm. 2007) – polityk libijski, od 25 października 1967 do 4 września 1968 premier Libii.